# Operación Crátons
La operación Crátons es una investigación judicial de la Policía Federal de Brasil, iniciada el 8 de diciembre de 2015, como continuación de la Operación Lava Jato que investiga la explotación ilegal de diamantes. La llamada Operación Crátons tuvo como objetivo combatir la práctica de crímenes ambientales conectados con la extracción y comercialización ilegal de diamantes de las tierras de los indios Cinta-Larga. La investigación es continuación directa de la Operación Lava Jato.

## Mandatos judiciales
Fueron realizados 90 mandados judiciales por la Policía Federal, siendo 11 de prisión preventiva, 41 de allanamiento, 35 de conducción coercitiva y 3 por intimidación.

## Histórico
La operación demandó casi dos años de investigación de la Policía Federal (PF) y del Ministerio Público Federal (MPF). A pesar de ser un desmembramiento de la Operación Autolavado, la Crátons surgió a comienzos de 2014 cuando la Fundação Nacional do Índio (Funai) presentó indicios de tráfico ilegal en Rondonia, en la región conocida como Garimpo Roosevelt, considerada una de las zonas más importantes de explotación de diamantes del mundo.
La investigación fue conducida por la PF y por el MPF en Rondônia, a partir de informaciones sobre la actuación del delincuente arrepentido Carlos Habib Chater, el primer preso de la Operación Autolavado, en marzo de 2014.
Las investigaciones, según la PF, revelaron la existencia de una organización criminal formada por empresarios, comerciantes, policías, abogados e indígenas acusados de financiar, gestionar y promover la explotación de diamantes en el llamado "Garimpo Lage", localizado en la reserva indígena Parque del Aripuanã, de los indios Cinta-Larga.